# Rejon monastyryszczeński
Rejon monastyryszczeński – jednostka administracyjna wchodząca w skład obwodu czerkaskiego Ukrainy.
Rejon utworzony w 1923, ma powierzchnię 719 km² i liczy około 36 tysięcy mieszkańców. Siedzibą władz rejonu jest Monastyryszcze.
Na terenie rejonu znajdują się 1 miejska rada, 1 osiedlowa rada i 28 silskich rad, obejmujących w sumie 34 wsie i 5 osad.

## Miejscowości rejonu
- (Аврамівка)
- (Антоніна)
- Baczkuryn (Бачкурине)
- (Чапаєвка)
- Cybulów (Цибулів)
- (Дібрівка)
- (Долинка)
- (Халаїдове)
- (Івахни)
- Kniaża Krynica (Княжа Криниця)
- (Княжики)
- (Копіювата)
- (Коритня)
- (Кудинів Ліс)
- Leśkowa (Леськове)
- (Летичівка)
- (Лукашівка)
- (Матвіїха)
- Monastyryszcze (Монастирище)
- (Нове Місто)
- (Новосілка)
- (Петрівка)
- (Покровка)
- (Половинчик)
- Popudnia (Попудня)
- Sarny[2]  (Сарни)
- (Сатанівка)
- (Степівка)
- (Тарасівка)
- (Тарнава)
- (Теолин)
- (Терлиця)
- Szabastówka (Шабастівка)
- (Шарнопіль)
- (Вільна)
- (Владиславчик)
- (Володимирівка)
- (Забіляни)
- Zarubińce (Зарубинці)
- (Зюбриха)
- (Жовтневе)